# Miss Moon
Miss Moon é uma série de animação francesa criada por Sébastien Dorsey e Laure Doyonnax, e foi exibido pelo canal TF1.

## Enredo
A série é sobre uma babá mágica chamada Miss Moon, pois ela cuida de três filhos enquanto seus pais estão trabalhando, junto com os problemas que acompanham o trabalho.

## Personagens
- Miss Moon é uma babá mágica que cuida de Jules, Lola e Baby Joe enquanto seus pais estão trabalhando.
- Jules é o irmão de 8 anos de Lola. Diferente de seus irmãos, que possuem olhos verdes, Jules possui olhos castanhos
- Lola é a irmã de 13 anos de Jules.
- O bebê Joe é o irmão de 18 meses de Jules e Lola.
- Lady Pop é a mãe das crianças, que é uma estrela do rock internacional.
- Paul é o pai das crianças, trabalha como veterinário.
- Baronesa é uma vizinha que acredita que Miss Moon é uma bruxa.

## Transmissão
Miss Moon primeiramente foi emitido na emissora TF1 da França, mais tarde estreou no Canal Panda na Espanha em 11 de julho de 2016, e no Discovery Kids pelo Brasil e na América Latina em 5 de setembro, no Boomerang na Europa Central e Oriental em 19 de junho de 2017 e substituiu o Boomerang na República Tcheca e na Grécia, em Portugal estreou no Canal Panda em 17 de dezembro. A série também é transmitida pela Yoopa no Canadá, Kanal 2 na Estônia, OUFtivi na Bélgica e e.tv na África do Sul.